# Irish Whip Wrestling
Irish Whip Wrestling — ірландська незалежна професійна федерація реслінгу, заснована в 2002 році і названа на честь відомого ірландського реслера Данно О'Махоні, якому приписують заснування стилю, який властивий для IWW. Ірландський незалежний промоушн гастролює по всій країні. Родукт компанії з'являється на тиках телеканалах як Sky One, RTE, TV3, The Wrestling Channel і зовсім нещодавно почало виходити шоу на телеканалі Buzz TV.

## Відомі реслери
- Вейд Барретт
- Ель Женеріко
- Джейк Робертс
- Дрю МакІнтайр
- Такеші Рікіо
- Шеймус